# Dragovit
Dragovit (latinsko Drogoviz) je bil poglavar ali knez Veletov (latinsko rex Wiltorum). 
Domneva se, da je začel vladati okoli leta 740. Zaradi nenehnih sovražnosti s Franki je frankovski kralj Karel Veliki v poznem 8. stoletju organiziral pohode proti Veletom in njim sorodnim  Glinjanom. Karlu Velikemu je s pomočjo frizijskih, obodritskih, saških in lužiških okrepitev uspelo prečkati reko Labo in prodreti proti reki Havel na ozemlje Veletov. Dragovit je bil pred premočno vojsko  leta 789 prisiljen obljubiti zvestobo Frankom in jim predati talce. Prisiljen je bil plačati davek in dovoliti prihod  krščanskih misijonarjev med svoje ljudstvo.
Njegovo glavno mesto je bila utrdba, znana kot civitas Dragoviti (Dragovitovo mesto). Trdnjava  naj bi bila v sedanjem Brandenburgu na Havelu ali v  Demminu.